# Perrottetineno

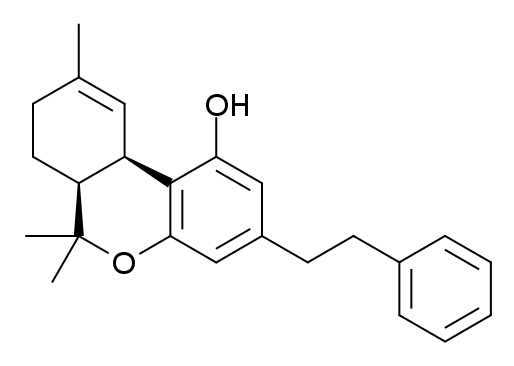
Estrutura do perrottetineno. C24H28O2.

O perrottetineno (PET) é um canabinoide presente em algumas espécies de plantas do filo Marchantiophyta, comumente conhecidas como hepáticas (antigo filo Hepatophyta), cuja estrutura molecular se assemelha ao delta-9-tetrahidrocanabinol (THC), o que lhe permite atuar nos principais receptores do Sistema Endocanabinoide (SECB). Este composto foi descoberto pela primeira vez em 1994 na espécie Cladoradula perrottetii, por Toyota e colaboradores e já foi encontrado em outras espécies da família Radulaceae como Radula marginata, R. chinenesis, R. campanigera e Radula laxiramea. O trabalho de Chicca e colaboradores (2018) comparando THC e PET mostra que ambas as moléculas promovem a tétrade catalepsia, hipotermia, hipolocomoção e analgesia por meio da ativação do receptor canabinoide 1 (CB1R). A pesquisa realizou síntese de cis-PET - a conformação molecular encontrada em Radula sp. - e altera a molécula para trans-PET, mais semelhante ao THC. A partir disso, a pesquisa mostra que embora cis-PET tenha 10x menos potência do que o trans-delta-9-THC, houve uma expressiva redução no nível basal de prostaglandina D2 (PGD2) e prostaglandina E2 (PGE2) - moléculas liberadas em processos de inflamação e dor - no cérebro de camundongos promovida pelo cis-PET, o que não foi observado na aplicação do trans-THC. 

### Características gerais
Peso molecular: 348.48
Predição de ponto de ebulição sob pressão 760.00 Torr: 430.924±45.00 °C
Predição de densidade sob pressão 760.00 Torr e temperatura de 25ºC: 1.086±0.06 g/cm3
Predição de pKa: 9.708±0.60
Outro nome para a substância: (6aS,10aR)-6a,7,8,10a-Tetrahydro-6,6,9-trimethyl-3-(2-phenylethyl)-6H-dibenzo[b,d]pyran-1-ol (ACI)6H-Dibenzo[b,d]pyran-1-ol, 6a,7,8,10a-tetrahydro-6,6,9-trimethyl-3-(2-phenylethyl)-, (6aS-cis)- (ZCI)